# Saliha Dilaşub Sultan
Saliha Dilaşub Sultan (turco ottomano: آشوب سلطان, lett. "devota" e "cuore dell'ape regina"; Serbia, circa 1625 – Edirne, 4 dicembre 1689), conosciuta anche come Aşub Sultan o Aşube Sultan, è stata la Seconda Haseki Sultan del sultano ottomano Ibrahim I, madre e Valide Sultan di Solimano II.

## Biografia
Era di origini serbe e il suo nome originale era Katarina.  
Fu la prima concubina di Ibrahim I dopo la sua salita al trono nel 1640.  
Il 15 aprile 1642 diede alla luce il suo unico figlio certo, Solimano II, ricevendo il titolo di Seconda Haseki. Partorì appena 105 giorni dopo Turhan Sultan, prima Haseki e madre di Mehmed IV. Questo fece sì che, alla morte di Ibrahim, fosse Mehmed e non Solimano a salire al trono, imponendo a entrambi una vita trascorsa quasi totalmente in isolamento. 
Saliha Dilaşub è stata descritta come una donna semplice e di carattere vivace e allegro.

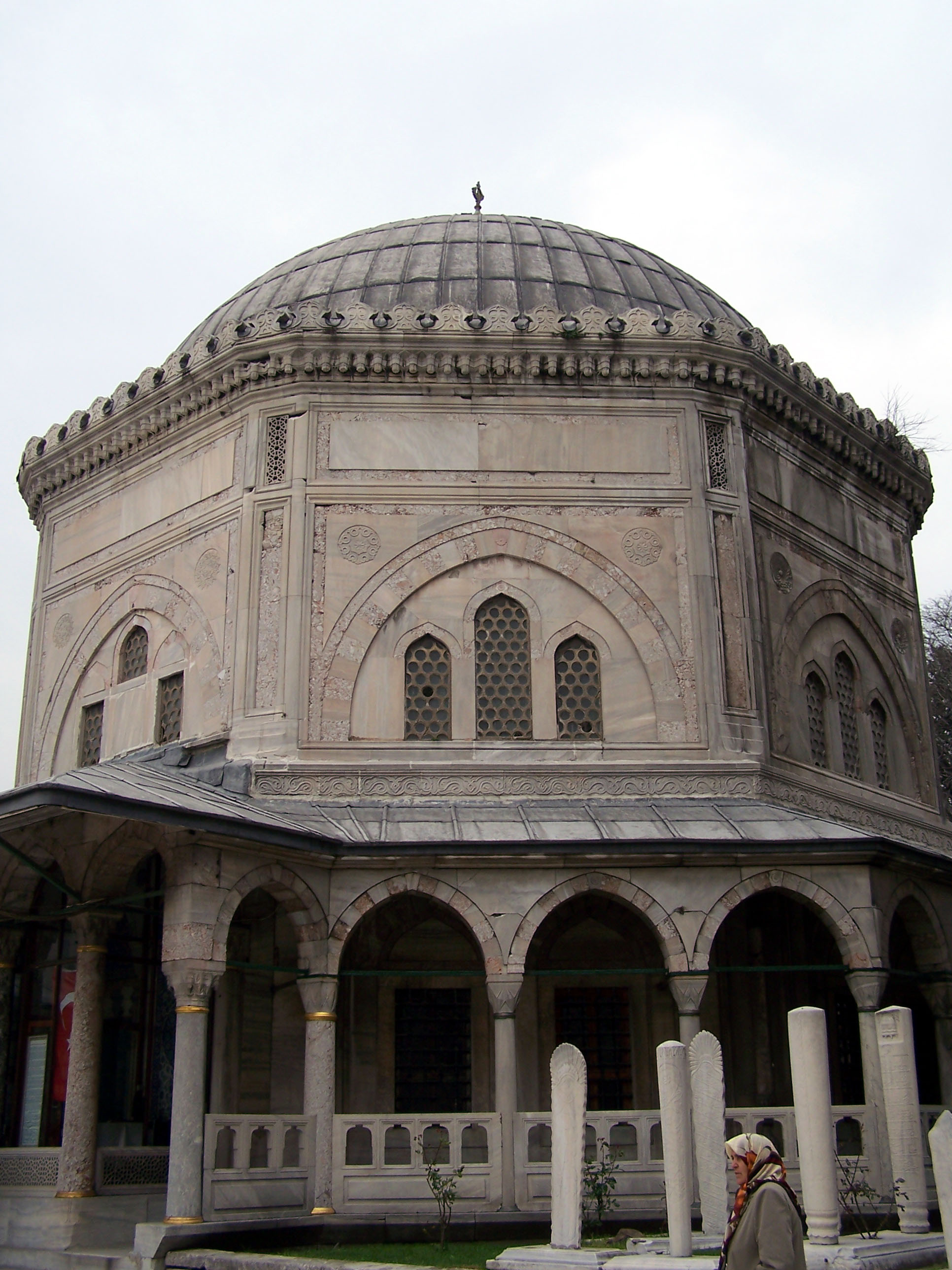
Moschea di Solimano.

Dopo la deposizione e la morte del sultano Ibrahim I e la salita al trono di Mehmed IV, di sei anni, Saliha Dilaşub, insieme alle altre concubine di Ibrahim, fu inviata al Vecchio Palazzo, mentre suo figlio fu prima accudito da Turhan Sultan e poi rinchiuso nel Kafes.   
Nel 1652 Kösem Sultan, madre di Ibrahim e nonna e reggente di Mehmed IV, entrò in conflitto con Turhan Sultan, madre di Mehmed, che ambiva ad assumere lei stessa la reggenza. Kösem progettò di uccidere Turhan e deporre (e forse uccidere) il nipote, sostituendoli con Saliha Dilaşub e suo figlio Solimano, consirandoli più docili e manipolabili. Il piano fallì quando Meleki Hatun, ancella di Kösem, la tradì rivelando tutto a Turhan, la quale anticipò la suocera facendola uccidere lei stessa e assumendo la reggenza. Questo portò Saliha Dilaşub a trascorrere 39 anni di reclusione nel Vecchio Palazzo. 
Nel 1672 o 1673 creò delle Waqf a Istanbul.  
Nel 1687, Mehmed IV fu deposto e al suo posto fu messo Solimano II, così facendo di lei la successiva Valide Sultan. Nel luglio 1688 raggiunse suo figlio a Edirne, riunendosi a lui dopo 39 anni di separazione in cui le era stato permesso vederlo solo due volte l'anno, in occasione di celebrazioni festive. Suo figlio la onorò con una splendida processione di insediamento e con l'assegnazione di un gran numero di preziosi gioielli, fra cui un paio di orecchini di perle e diamanti.

## Discendenza
Da Ibrahim, Saliha Dilaşub ebbe un solo figlio certo:
- Solimano II (Costantinopoli, 15 aprile 1642 - Edirne, 22 giugno 1691). Tre mesi più giovane di Mehmed IV, fu per questo rinchiuso per trentanove anni, quasi tutta la sua vita, nel Kafes quando il fratellastro salì al trono. Infine divenne sultano dopo Mehmed IV.

Non è noto con certezza se avesse altri figli, ma, se Saliha Dilaşub era davvero stata la prima concubina di Ibrahim, probabilmente era almeno madre anche della sua figlia maggiore:
- Safiye Sultan (Costantinopoli, 1640 - ?). Sposò Baki Bey, figlio del Gran Visir Hezarpare Ahmed Pascià dalla sua prima moglie.

## Morte
Morì il 3 dicembre 1690 a Edirne e fu sepolta nella Moschea di Solimano a Istanbul.  Era malata già da un anno e costretta a letto. 

## Cultura popolare
Nella serie TV storica turca Il secolo magnifico: Kösem, Saliha Dilaşub è interpretata dall'attrice turca Gökcan Gökmen.